# هواپیمایی پارس
هواپیمایی پارس یا پارس ایر یک شرکت هواپیمایی خصوصی ایرانی است که در سال ۱۳۹۴ تأسیس شد و فعالیت خود را در سال ۱۳۹۹ به مرکزیت شیراز آغاز نمود. پارس ایر تنها شرکت هواپیمایی ایرانی است که از هواپیمای بمباردیه CRJ-200 استفاده می‌کند. هر چهار فروند این هواپیماها ساخت سال ۲۰۰۰ و ۲۰۰۱ و ۲۰۰۳ میلادی هستند. 
هواپیمایی پارس در کنار فلای پرشیا یکی از دو شرکت هواپیمایی کشور با مرکزیت شیراز است.

## پیشینه
شرکت هواپیمایی پارس در سال ۱۳۹۴ تحت نام ثبتی شرکت پارس اقیانوس کیش (شناسه ملی 14005169250) با هدف راه‌اندازی نخستین خط هوایی تمام منطقه‌ای کشور تأسیس گردید. سپس این شرکت در سال ۱۳۹۹ اقدام به اجرایی نمودن فاز اول طرح خود از طریق به‌کارگیری ۳ فروند هواپیمای جت بمباردیه سی‌آرجی ۲۰۰ ساخت کشور کانادا نمود و در حال حاضر به عنوان تنها دارنده این گونه در کشور محسوب می‌گردد.

## ناوگان

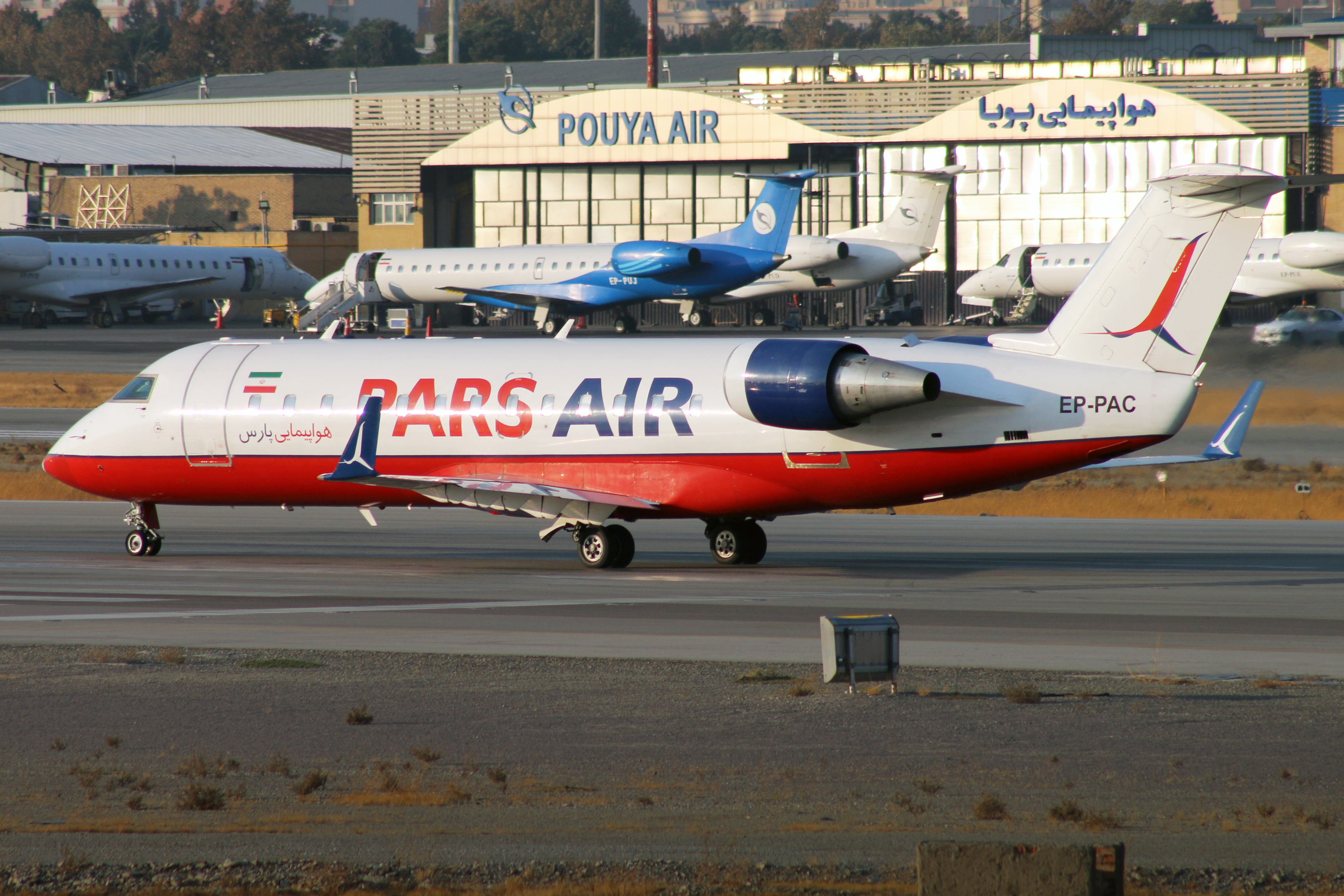
هواپیمای سی‌آرجی۲۰۰ پارس‌ایر در فرودگاه مهرآباد - پاییز ۱۴۰۲

هواپیمایی پارس در حال حاضر دارای ۴ فروند بمباردیه سی‌آرجی ۲۰۰ است.
| ظرفیت کل | Y   | تعداد | مدل                     |
| -------- | --- | ----- | ----------------------- |
| ۵۰       | ۵۰  | ۲     | بمباردیه سی‌آرجی-۲۰۰ال‌آر |
| ۵۰       | ۵۰  | ۲     | بمباردیه سی‌آرجی-۲۰۰ئی‌آر |
| ۱۳۰      | ۱۳۰ | ۲     | بوئینگ ۷۳۷              |

## مقاصد پروازی

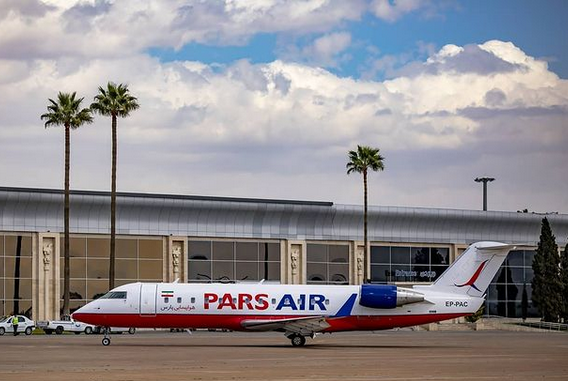
هواپیمای پارس ایر در فرودگاه شیراز

نخستین پرواز این شرکت در تاریخ ۵ اسفند ۱۳۹۹ از مبدأ تهران به شیراز انجام شد. نخستین پرواز خارجی این هواپیمایی در تاریخ ۲۹ خرداد ۱۴۰۰ از تهران به مقصد تفلیس انجام شد.